# هنري ويلسون (لاعب كريكت)
هنري ويلسون (بالإنجليزية: Henry Wilson)‏ (31 مارس 1865 في أستراليا - 18 أغسطس 1914 بسيدني في أستراليا) هو لاعب كريكت أسترالي. لعب مع فريق تسمانيا للكريكت.

## وصلات خارجية
- هنري ويلسون (لاعب كريكت) على موقع إي آس بي آن كريك إنفو (الإنجليزية)